# Bukowiec (powiat brodnicki)
Bukowiec – wieś w Polsce położona w województwie kujawsko-pomorskim, w powiecie brodnickim, w gminie Jabłonowo Pomorskie.

## Podział administracyjny
W latach 1954–1959 wieś należała i była siedzibą władz gromady Bukowiec, po jej zniesieniu w gromadzie Jabłonowo-Zamek. W latach 1975–1998 miejscowość należała administracyjnie do województwa toruńskiego.

## Demografia
Według Narodowego Spisu Powszechnego (III 2011 r.) liczył 257 mieszkańców. Jest dwunastą co do wielkości miejscowością gminy Jabłonowo Pomorskie.